# Gašper Brecl
Gašper Brecl (* 18. November 1999) ist ein slowenischer Nordischer Kombinierer.

## Werdegang
Erste Schritte in der Jugend
Brecl, der zunächst für SSK Velenje startete und seit dem Winter 2018/19 SSK Mislinja repräsentiert, begann im Alter von sechs Jahren mit dem nordischen Skisport. Sein internationales Debüt auf Juniorenebene gab er am 13. September 2019 in Planica im Rahmen des Alpencups, wo er Rang 54 erreichte. In den folgenden Jahren nahm er regelmäßig an dieser Wettkampfserie der OPA teil. Als Höhepunkt der Alpencup-Saison dienen die Nordischen Skispiele, an denen er 2014 im französischen Gérardmer erstmals teilnahm. Nachdem er im Schülerwettkampf nach der Gundersen-Methode den 24. Platz belegte, wurde er unter anderem gemeinsam mit Vid Vrhovnik Achter im Team. Beim europäischen olympischen Winter-Jugendfestival 2015 in Tschagguns erzielte er im Gundersen-Wettbewerb über zehn Kilometer den 33. sowie im Einzel über die Sprintdistanz von fünf Kilometern den 31. Platz. Darüber hinaus wurde er erneut unter anderem mit Vid Vrhovnik Achter im Team. Wenige Wochen später nahm er erneut an den Nordischen Skispielen der OPA teil, die 2015 in Seefeld stattfanden. Im Einzel belegte er dort den 26. sowie im Team den elften Platz. Im September 2015 erreichte er in Winterberg bei seiner 21. Teilnahme zum ersten Mal die Punkteränge im Alpencup. Auch bei den Nordischen Skispielen der OPA 2016 in Tarvis zeigte er einen Aufwärtstrend und belegte mit den Rängen 13 im Einzel sowie vier im Ziel seine besten Ergebnisse in diesem Wettkampfformat. Daraufhin debütierte Brecl am 6. Februar 2016 im heimischen Planica im Continental Cup, dem Unterbau zum Weltcup in der Nordischen Kombination. Brecl verpasste jedoch an beiden Wettkampftagen die Punkteränge, weshalb er sich im Anschluss wieder im Alpencup der Konkurrenz stellte. In der Saison 2016/17 erreichte Brecl vereinzelt die Punkteränge im Alpencup, blieb jedoch meist außerhalb der besten Dreißig. Dennoch wurde er im Januar 2017 erstmals in den slowenischen Kader für die Nordischen Junioren-Skiweltmeisterschaften 2017 in Park City nominiert. Dort kam er in beiden Einzelwettbewerben auf den 42. Platz und wurde darüber hinaus mit dem slowenischen Team Elfter und somit Letzter.
Debüt im Grand Prix und Weltcup

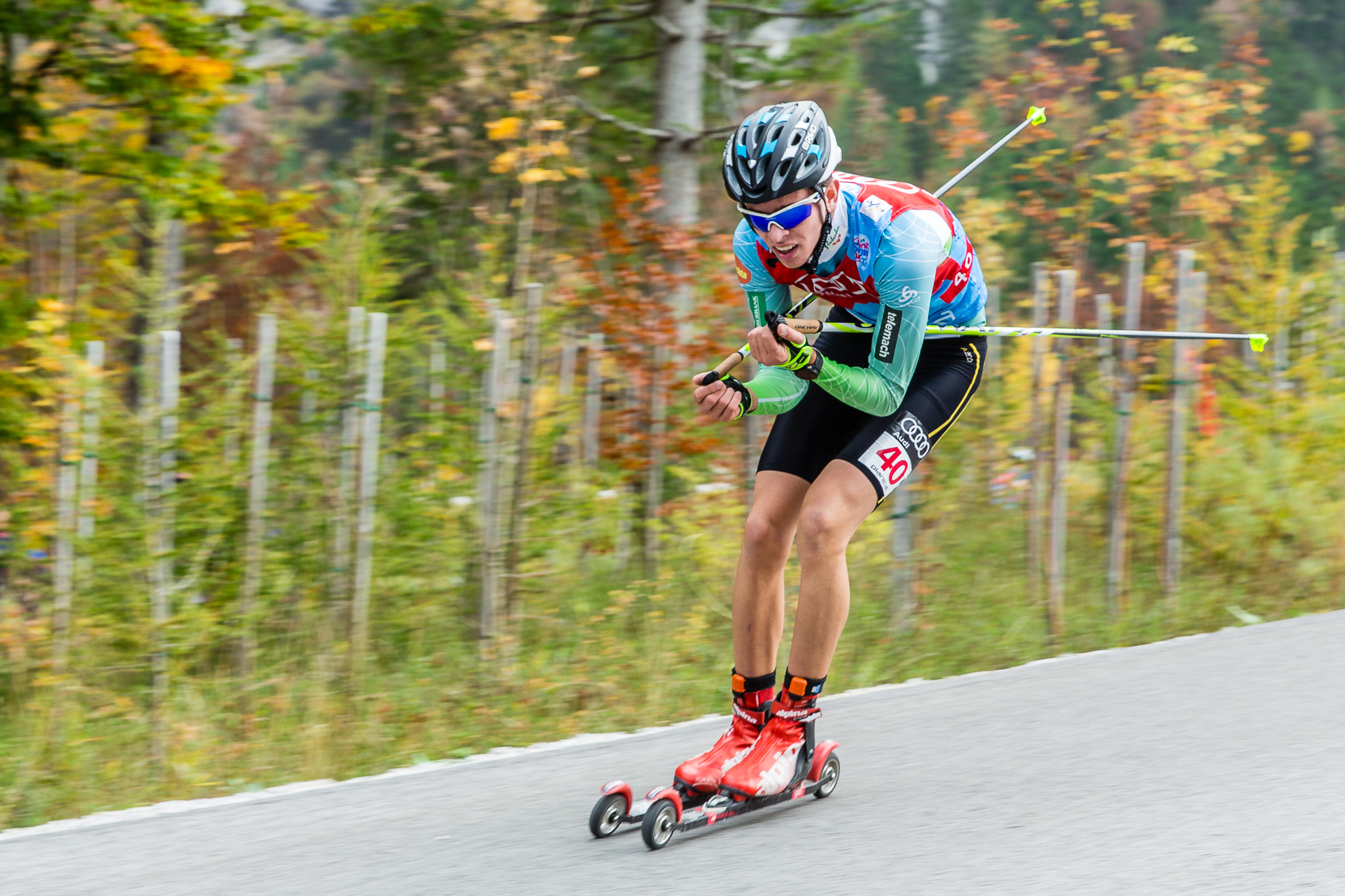
Brecl 2017 in Planica

Im Sommer 2017 erzielte er viermal in Folge zweistellige Punktgewinne im Alpencup. Am 30. September gab er daraufhin in Planica sein Debüt im Grand Prix der Nordischen Kombination 2017, der höchsten Wettkampfserie im Sommer. Am ersten Wettkampftag von der Bloudkova Velikanka und über zehn Kilometer lief er auf Rollski auf den 42. Platz, ehe er tags darauf Rang 47 einnahm. Zum Auftakt in den Winter lief Brecl als Dritter hinter Edgar Vallet und Manuel Einkemmer erstmals aufs Podest im Alpencup. Bei den Nordischen Junioren-Skiweltmeisterschaften 2018 in Kandersteg belegte Brecl den 23. Platz im Gundersen Einzel über zehn Kilometer. Darüber hinaus wurde er Zehnter in der Staffel sowie 33. im Sprint. Nur ein Tag nach Abschluss der Junioren-WM gewann er in Planica seine ersten Continental-Cup-Punkte. Nachdem er auch in Eisenerz und in Nischni Tagil die Punketränge erreichen konnte, beendete Brecl die Saison auf dem 94. Platz in der Continental-Cup-Gesamtwertung. Am 18. März 2018 gab er in Klingenthal sein Weltcup-Debüt, doch trat er zum Langlauf nicht mehr an, nachdem er nach dem Springen einen Rückstand von knapp viereinhalb Minuten auf den Führenden hatte.
Im Sommer 2018, in dem er in Kranj slowenischer Vizemeister wurde, versuchte sich Brecl erneut erfolglos im Grand Prix. Seine beste Platzierung stellte dabei Rang 38 in Planica dar. Auch Ende November blieb er bei den Weltcup-Rennen im Rahmen der Lillehammer Tour mehrere Minuten hinter den Top 30 zurück, weshalb er in den folgenden Wochen wieder bei unterklassigen Wettkampfserien startete. So erreichte er am ersten Januarwochenende in Klingenthal seine ersten Continental-Cup-Punkte der Saison. Bei den Nordischen Junioren-Skiweltmeisterschaften 2019 in Lahti belegte Brecl im Gundersen Einzel über zehn Kilometer Rang 39, ehe er gemeinsam mit Rok Jelen, Ožbej Jelen und Vid Vrhovnik Fünfter im Team wurde. Zum Abschluss erreichte er mit dem 16. Rang im Gundersen Einzel über fünf Kilometer seine beste Platzierung bei den Junioren-Weltmeisterschaften. Nachdem er beim Weltcup-Finale in Schonach erneut außerhalb der Punkteränge geblieben war, beendete er die Saison auf Rang 77 der Continental-Cup-Gesamtwertung. Im Winter 2019/20 nahm Brecl lediglich an Continental-Cup-Wettbewerben teil. Insgesamt erreichte er achtmal die Punkteränge, sein bestes Resultat erzielte er beim abschließenden Wettbewerb in Nischni Tagil, wo er Fünfzehnter wurde. Darüber hinaus nahm er am 22. Februar 2020 in Eisenerz am erstmals ausgetragenen Mixed-Team-Wettkampf im Continental Cup teil, den er gemeinsam mit Ema Volavšek, Silva Verbič und Ožbej Jelen auf dem neunten und vorletzten Platz abschloss. In der Continental-Cup-Gesamtwertung belegte er als zweitbester Slowene Rang 41.
Erste WM-Teilnahme 2021 in Oberstdorf
Zum Auftakt in die Saison 2020/21 wollte er erneut im Continental Cup starten, jedoch musste er nach dem provisorischen Wettkampfdurchgang aufgrund eines positiven Testbefunds auf Sars-CoV-2 im Trainerstab in Quarantäne und konnte am restlichen Wochenende nicht mehr starten. Somit absolvierte er seine ersten internationalen Wettkämpfe der Saison Mitte Januar 2021 in Klingenthal, wo er als bester Slowene zweimal die Punkteränge erreichen konnte. Wenige Wochen später stand er in Seefeld nach fast zweijähriger Pause wieder im Weltcup-Aufgebot, doch erreichte er am ersten Wettkampftag des Nordic Combined Triples nur den 51. Platz und schied daher für die beiden folgenden Wettbewerbe aus. Bei den Nordischen Skiweltmeisterschaften 2021 in Oberstdorf belegte er im Gundersen Einzel von der Normalschanze Rang 40. Da die Slowenen lediglich mit zwei Kombinierern angereist waren, nahm Brecl nicht am Staffelwettbewerb teil. In der zweiten Woche der Weltmeisterschaften zeigte Brecl bereits im Training große Weiten. Diese Sprungform konnte er auch im Sprunglauf des Gundersen-Wettbewerbs von der Großschanze abrufen und lag nach einem Sprung auf 132 Metern auf dem sechsten Rang. Auf der Loipe verlor Brecl zwar einige Plätze, doch erreichte er im Schlussklassement den 25. Platz, womit er im Anschluss sehr zufrieden war. Zum Saisonabschluss verpasste er in Klingenthal die Punkteränge. Am 23. März 2021 nahm er im Vorfeld der Skiflugwoche der Spezialspringer in Planica am Bergtest teil und flog dabei von der Letalnica zunächst auf 181 Meter, ehe er in der zweiten Versuchsreihe mit einem Flug auf 203 Meter erstmals über die prestigeträchtige Weite von 200 Metern sprang.
Im August 2022 wurde Brecl erstmals slowenischer Meister. In den darauffolgenden Wochen nahm Brecl am Grand Prix teil, bei dem er in drei der vier Einzelrennen die Punkteränge erreichte und letztlich den 35. Platz in der Gesamtwertung belegte. Beim Auftakt in die Weltcup-Saison 2022/23 in Ruka lief Brecl auf den 28. Platz und holte somit seine ersten Weltcup-Punkte. Am 26. Dezember 2022 wurde Brecl in Planica slowenischer Meister.

## Statistik

### Platzierungen bei Weltmeisterschaften
| Jahr und Ort    | Wettbewerb | Wettbewerb   | Wettbewerb | Wettbewerb | Wettbewerb |
| Jahr und Ort    | Einzel NS  | Gundersen GS | Team       | Teamsprint | Mixed-Team |
| --------------- | ---------- | ------------ | ---------- | ---------- | ---------- |
| 2021 Oberstdorf | 40.        | 25.          | —          | 10.        | —          |
| 2023 Planica    | 39.        | 37.          | 11.        | —          | 08.        |
| 2025 Trondheim  | 35.        | 39.          | —          | —          | 07.        |

### Weltcup-Platzierungen

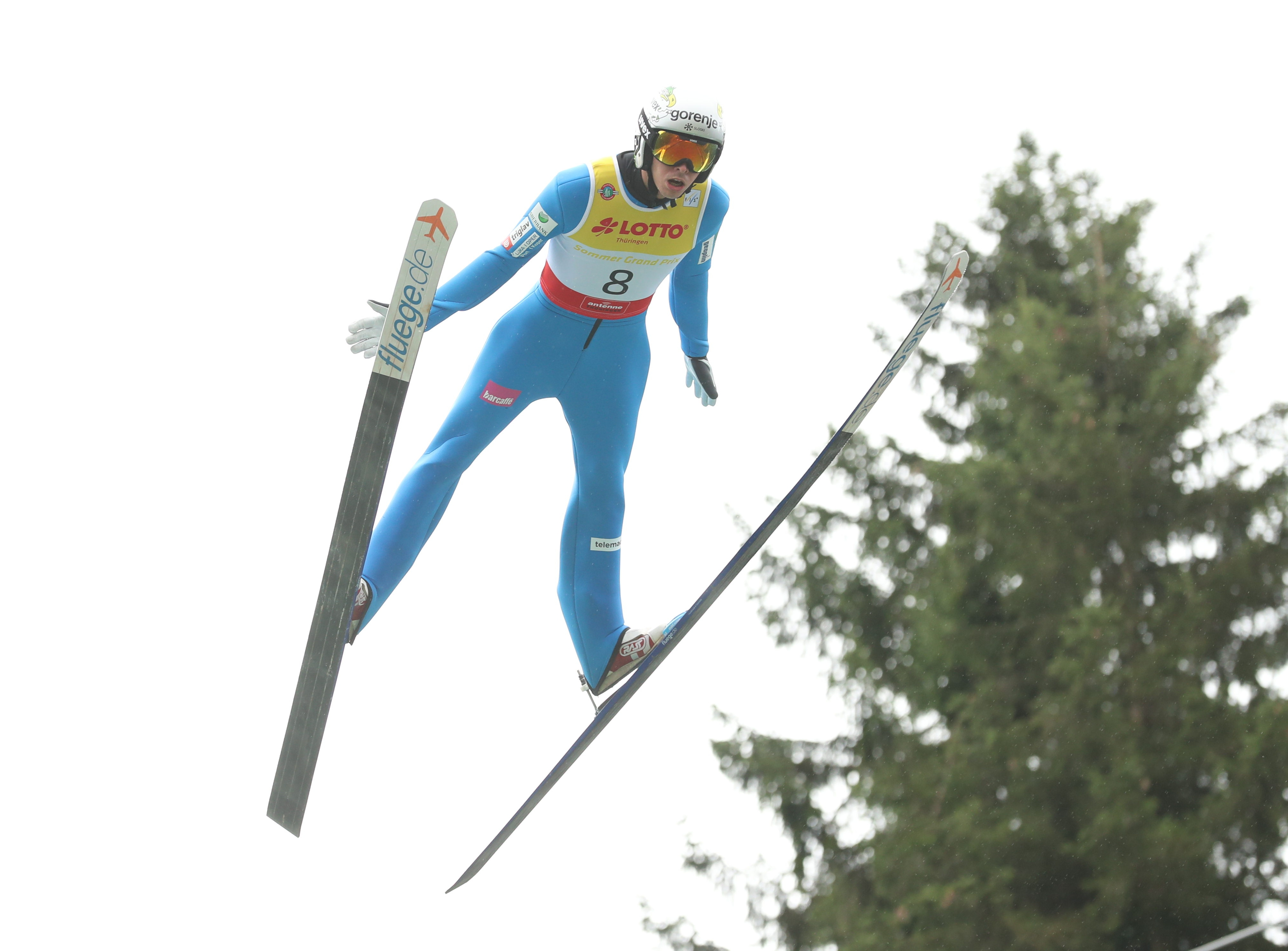
Brecl beim Sommer Grand Prix 2021 in Oberhof

| Saison  | Platz | Punkte |
| ------- | ----- | ------ |
| 2022/23 | 47.   | 17     |
| 2023/24 | 53.   | 34     |
| 2024/25 | 63.   | 18     |

### Grand-Prix-Platzierungen
| Saison | Platz | Punkte |
| ------ | ----- | ------ |
| 2022   | 35.   | 17     |
| 2023   | 26.   | 74     |
| 2024   | 33.   | 36     |

### Continental-Cup-Platzierungen
| Saison  | Platz | Punkte |
| ------- | ----- | ------ |
| 2017/18 | 94.   | 11     |
| 2018/19 | 77.   | 13     |
| 2019/20 | 41.   | 77     |
| 2020/21 | 72.   | 10     |
| 2021/22 | 53.   | 48     |
| 2023/24 | 81.   | 13     |

## Privates
Brecls Schwester Jerneja ist eine ehemalige Skispringerin. Sein jüngerer Bruder Anže ist ebenfalls Nordischer Kombinierer.